# Corpo político

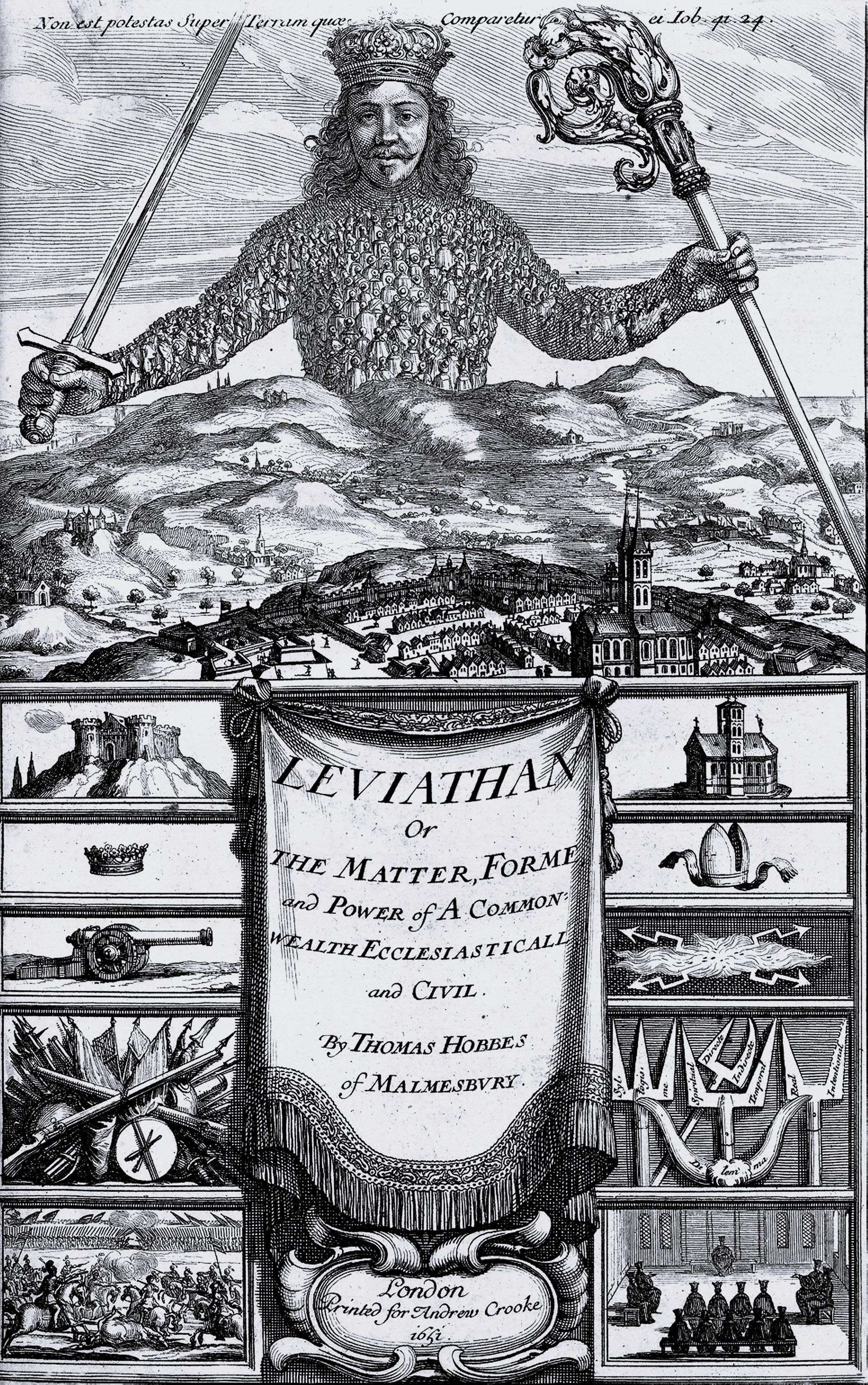
A famosa capa de Leviatã retrata a metáfora, mostrando um corpo formado de uma multidão de cidadãos, cuja cabeça é o rei.

Um corpo político é uma metáfora em que uma nação é considerada uma entidade corporativa, sendo comparada a um corpo humano. 
Um corpo político compreende todas as pessoas em um determinado país considerado como um único grupo. A primeira menção do termo impresso na Europa aparece em 1407 na obra Livro do Corpo de Política, de Christine de Pizan, no qual ela admite ter recebido o conceito de Plutarco, em uma carta dirigida ao Imperador Trajano, sem chegar a mencionar João de Salisbury, que o utiliza em sua obra Policraticus. A metáfora aparece na língua francesa como corps-état.
A metáfora foi desenvolvida no Renascimento, quando o conhecimento médico baseado na obra de Galeno foi desafiado por novos pensadores, tais quais William Harvey. Analogias eram feitas entre as doenças no corpo humano e seus equivalentes no campo político, que eram consideradas pragas ou infecções que poderiam ser remediadas através de laxantes e remédios milagrosos.

## Origens medievais
"Corpo político" deriva do conceito político medieval dos dois corpos do Rei, observado pela primeira vez pelo historiador Ernst Kantorowicz como um ponto referente tanto à teologia quanto à estatalidade. O conceito foi trazido à tona como realidade codficada e legal pelo juiz e Lorde Chefe de Justiça Sir William de Shareshull em 1351 para o delito de alta traição, após a Primeira Guerra dos Barões. Já no século XV, o juiz Sir John Fortescue moveu este conceito da teologia para a jurisprudência , em seu livro A Diferença entre uma Monarquia Absoluta e Limitada, escrito no exílio por volta de 1462. Fortescue explica que o character angelus (caráter divino) do é seu poder real, derivado dos anjos e separado dos frágeis poderes físicos de seu corpo. Ele apenas usa a expressão corpo político em seu sentido moderno, no entanto, para descrever o reino de Bruto de Troia, primeiro rei lendário da Inglaterra, e de como ele e seus companheiros do exílio haviam feito diferentes pactos para formar um corpo político. Excepcionalmente para a época, Fortescue escreveu em inglês e não em latim: "fez um corpo político chamado reino."

## Manifestação Literal
Em 1550, o jurista Edmund Plowden mesclou os conceitos de Fortescue, tirando-os da mera abstração e fazendo-os a manifestação real e física do corpo do rei. Plowden relata como advogados codificaram esta noção examinando um caso de posse de terra relativo a um antigo monarca "o corpo político...que não pode ser visto ou segurado... [é] constituído para o direcionamento do povo (...) [e] estas duas entidades são incorporadas em uma única pessoa... o corpo político, inclui o corpo natural do [Rei]." Em 1609, o Procurador-Geral Edward Coke pronunciou sua opinião divergente, de que mortal era o poder de Deus, enquanto a imortalidade do poder real só existia como um conceito humano. Coke, posteriormente, conseguiu limitar o poder real tanto de Charles I e James VI com seus agora infames julgamentos de Casos de Proclamações e também com a sua Petição de Direitos, o que desencadeou a Guerra Civil Inglesa e reverberou por todo o país pelos próximos 100 anos.
Quando a monarquia, na pessoa de Carlos II, foi restaurada no final da Commonwealth, a ideia permaneceu atual e a realeza continuou a usar a noção como um apoio a sua autoridade, até que uma declaração dos direitos do Parlamento trouxe a Revolução Gloriosa de 1688. No século XVIII, juristas e o altamente influente juiz Sir William Blackstone ainda mantinham a ideia medieval e o argumento jurídico do monarca como "imortal", que ainda sobrevive hoje com uma ênfase quase divina (character angelus).